# Musculus longus colli
De musculus longus colli of lange halsspier bevindt zich in de nek aan de voorzijde van de wervelkolom. Met deze skeletspier bewegen mensen hun nek naar voren toe door de wervelkolom in een S-vorm te buigen. Het hoofd en de kin komen dan naar voren en naar onderen.
Deze spier strekt zich uit van de atlas (de wervel waar de schedel op rust) tot de derde borstwervel in de bovenrug.
De spier heeft een complexe vorm met vele aanhechtingen en bestaat uit drie delen: het bovenste schuine deel, het verticale deel en het onderste schuine deel.
- Het bovenste schuine deel verbindt de voorste boog van de atlas door middel van een smalle pees met de dwarsuitsteeksels (processus transversi) van de derde, vierde en vijfde halswervel.
- Het onderste schuine deel van de lange halsspier verbindt de vijfde en zesde dwarsuitsteeksels met de eerste twee borstwervels. Dit deel van de spier is dik en zit vooraan de onderkant van de spier.
- Het verticale gedeelte van de spier verbindt de eerste twee borstwervels met de voorkant van de tweede, derde en vierde halswervel.

Pezen zoals de genoemde smalle pees zijn anders dan de harde pezen die bijvoorbeeld naar de knie lopen. Het zijn flexibele en fibreuze (vezelige, draderige) weefsels. Ze komen voor op verschillende plaatsen in het lichaam en brengen de krachten van de spieren over op de botten. 

De genoemde dwarsuitsteeksels bestaan uit bot en steken uit de zijkanten van de wervels.